# Ko zorijo jagode
Ko zorijo jagode je mladinska povest slovenske pisateljice Branke Jurca.

## Zgodba
Glavna junakinja knjige je Jagoda Kopriva, ki živi v Ljubljani z mamo, očetom in sestro Marinko. Hodi v osmi razred, kjer ima najboljšo prijateljico Ireno, kateri zaupa vse svoje skrivnosti. Ena takih skrivnosti je njena ljubezen, fant Dragi. Življenje se ji takrat, ko spozna Dragija, polepša, še posebej ko gresta v kino in jo poljubi ter ko ji kupi majhno lučko. Jagoda s pomočjo teh daril in lepih trenutkov, ki jih preživita skupaj, spozna, da jo ima Dragi zelo rad ter da ona njega ljubi.
Jagoda pa se kot vsaka najstnica občasno tudi skrega s starši, na primer ko gre na rojstni dan in pride domov bolj pozno ali ko gre v opero in jo oče zaman čaka pri vhodu, da bi jo odpeljal domov. Ker pa se imajo kot družina radi, se vedno hitro pobotajo. 
Jagoda je pokazala, da je zelo dobrosrčna, ko je čisto sama našla Podhrastnikove otroke, jim z raznimi darili polepšala otroštvo in poskrbela, da so šli v vrtec, saj niso imeli varstva. Njihovi starši so namreč delali v tujini, njihova teta pa je bila prav tako v službi v tovarni Šumi, zato je lahko občasno poskrbela zanje. 
Jagoda je imela sošolca Nejca, ki je imel zelo hude probleme, saj je imel samo mamo, očetov naslov pa je našel skrit v nekem predalu. Jagoda mu je pomagala, da je svojega očeta našel in ga spoznal, ter ga tolažila, ko mu je oče rekel, da ne moreta živeti skupaj, saj ima svojo družino. Pomagala je tudi sošolki Slavici, ki je bila Hrvatica, da je dobila dobro zaključno oceno pri slovenščini.
Kljub temu da je bila prijetna in prijazna, se ji njena dobra dela niso vedno poplačala. Spoznala je namreč, da gre Dragiju samo za eno stvar; hotel jo je namreč spolno izkoristiti, česar mu ni dovolila. Zaradi tega jo je zapustil in si poiskal novo dekle. Čeprav je bila zelo potrta, je šla na zaključno proslavo, kjer je izvedela, da je Nejc v bolnišnici, ker se je hotel poškodovati. Takrat se je odločila, da bo šla na obisk k Nejcu in pozabila na svojo veliko ljubezen ter se osredotočila na lepše in pomembnejše stvari v življenju, saj bo nekoč spoznala nekoga, ki jo bo imel zares rad.